# Libor Radimec
Libor Radimec (ur. 22 maja 1950 w Ostrawie) – piłkarz czeski grający na pozycji obrońcy lub pomocnika.

## Kariera klubowa
Karierę piłkarską Radimec rozpoczął w klubie z Ostrawy o nazwie TJ VŽKG Vítkovice. Do 1969 roku był członkiem drużyny juniorów i wtedy też odszedł do Dukli Jindřichův Hradec. W 1971 roku wrócił do Vítkovic i w barwach tego klubu zadebiutował w drugiej lidze czechosłowackiej. W 1973 roku odszedł lokalnego rywala Vítkovic, Baníka Ostrawa. W 1974 i 1976 roku wygrał z Baníkiem rozgrywki Pucharu Intertoto. W 1976 roku osiągnął także inny sukces - wywalczył swoje pierwsze mistrzostwo kraju i pierwsze w historii Baníka. W 1978 roku wywalczył pierwszy Puchar Czechosłowacji, a wiosną 1979 roku dotarł z Baníkiem do półfinału Pucharu Zdobywców Pucharów (1:3, 2:1 z Fortuną Düsseldorf). W 1980 i 1981 roku wywalczył kolejne tytuły mistrza kraju. Do 1982 roku w zespole Baníka rozegrał 212 meczów i strzelił 20 goli.
Na początku 1983 roku Radimec przeszedł do Austrii Wiedeń. Po rozegraniu 8 meczów w austriackiej Bundeslidze odszedł do First Vienna FC 1894. Tam grał do 1985 roku i wtedy też w wieku 35 lat zakończył karierę piłkarską.

## Kariera reprezentacyjna
W reprezentacji Czechosłowacji Radimec zadebiutował 30 kwietnia 1980 roku w wygranym 1:0 towarzyskim meczu z Węgrami. W tym samym roku zdobył złoty medal na Igrzyskach Olimpijskich w Moskwie. W 1982 roku był w kadrze Czechosłowacji na Mistrzostwa Świata w Hiszpanii i rozegrał na nich 2 mecze: z Anglią (0:2) i z Francją (1:1). Od 1980 do 1982 roku rozegrał w kadrze narodowej 17 meczów i zdobył jednego gola.